# Heinrich Rantzau

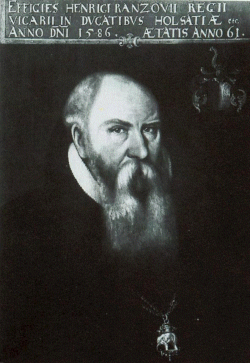
Heinrich Rantzau, 60-jährig, mit Elefanten-Orden

Heinrich Rantzau, auch: Heinrich Ranzow, Pseudonym: Christianus Cilicius Cimber, (* 11. März 1526 auf der Steinburg; † 31. Dezember 1598 auf Schloss Breitenburg) war von 1556 bis 1598 Statthalter (produx cimbricus) des dänischen Königs für die königlichen Anteile am Herzogtum Schleswig und am Herzogtum Holstein. Er war ein bedeutender Vertreter der Renaissance und des Humanismus im deutsch-dänischen Bereich und trat als Finanzier und politischer Berater unter drei dänischen Königen hervor, außerdem als Ökonom und Bauherr, als Verbesserer der Gutswirtschaft, als Geograph, als Autor und als Korrespondent bedeutender Zeitgenossen. In seinem Entwurf eines europäischen Generalfriedens auf der Grundlage der Glaubens- und Gewissensfreiheit war er seiner Zeit weit voraus.

## Leben
Heinrich war der älteste Sohn des Johann Rantzau, königlich-dänischer Feldherr und Rat, und dessen Nichte Anna Walstorp. Die Familie Rantzau gehörte zu den Equites Originarii, dem Uradel der Herzogtümer Schleswig und Holstein. Heinrich wurde von seinem Vater bereits als Zwölfjähriger an der Universität Wittenberg eingeschrieben. Dort erhielt er unter Anleitung seines Hofmeisters Johannes Saxonius eine so gute Ausbildung in der lateinischen Sprache, dass er sich ihrer zeitlebens als Autor und neulateinischer Dichter bedienen konnte. Saxonius lenkte sein Interesse außerdem auf die Gebiete der Rhetorik und der Rechtswissenschaft. Zeitweise verkehrte der junge Rantzau zusammen mit Saxonius und seinem etwas jüngeren Cousin Daniel Rantzau im Hause von Martin Luther.
Ab 1548 befand sich Heinrich Rantzau zusammen mit seinem Cousin Daniel im Gefolge von Adolf von Schleswig-Holstein-Gottorf am Hof Kaiser Karls V. Dort eignete er sich jene Weltläufigkeit an, die ihm später als dänischem Staatsmann zugutekam. Außerdem erhielt er hier konkreten Anschauungsunterricht in den unauflöslich miteinander verschränkten konfessionellen und nationalen Konflikten des nachreformatorischen Europa, z. B. bei der vergeblichen Belagerung von Metz, das vom französischen König Heinrich II. auf Grund von dessen rechtswidrigem Vertrag von Chambord mit Moritz von Sachsen und anderen protestantischen Reichsfürsten besetzt worden war.

### Ehe und Kinder
Im Jahre 1554 heiratete Heinrich Rantzau Christine von Halle aus Rahden bei Minden. Die Tochter eines reichen Söldnerführers soll eine Mitgift von vier Tonnen Gold in die Ehe eingebracht haben, die in Schuldverschreibungen über 400.000 Gulden bestand, eine der Grundlagen späterer Kreditgeschäfte Rantzaus und seiner Frau. Das Paar hatte zwölf Kinder, sieben Söhne und fünf Töchter, von denen sieben die Eltern überlebten:

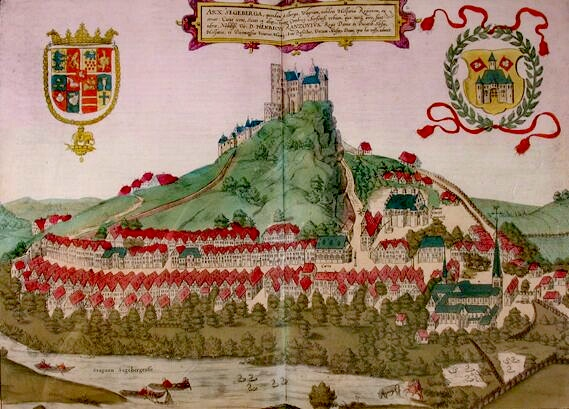
Die Arx Segeberga aus den Civitates orbis terrarum von Braun und Hogenberg, Köln 1588. Rechts vom Berg das von Heinrich Rantzau errichtete Stadtpalais.

- Frantz Rantzau (* 28. August 1555; † 21. Februar 1612), Herr zu Schönweide (Kreis Plön), ⚭ Anne Rosenkrantz
  - Johann Rantzau (1597–1638)
  - Heinrich Rantzau dem Jüngeren
- Breide Rantzau (1556–1618)
  - Frants Rantzau (1604–1632) ⚭ Anna Cathrine, älteste Tochter von Kirsten Munk und Christian IV.
- Gerhard Rantzau (* 18. Oktober 1558; † 28. Januar 1627)
  - Christian zu Rantzau
- Magdalene Rantzau (1559–1635) ⚭ 1573 Claus von Ahlefeldt (1543–1616) auf Gut Gelting
  - Carl von Ahlefeldt (1576–1634)
    - Claus von Ahlefeldt
- Theodor Rantzau (1562–1573)[2]
- Catharine Rantzau (1563–1587) ⚭ 28. Januar 1582 Friedrich von Ahlefeldt
- Øllegaard Rantzau (1565–1619) ⚭ 1582 Bendix von Ahlefeldt
- Elisabeth Rantzau (1567–1646) ⚭ 7. Mai 1587 Cai von Rantzau (1566–1607)
- Margarethe von Rantzau (1568–1629) ⚭ 13. Oktober 1583 Balthasar von Ahlefeldt

### Amtmann von Segeberg und Statthalter des dänischen Königs

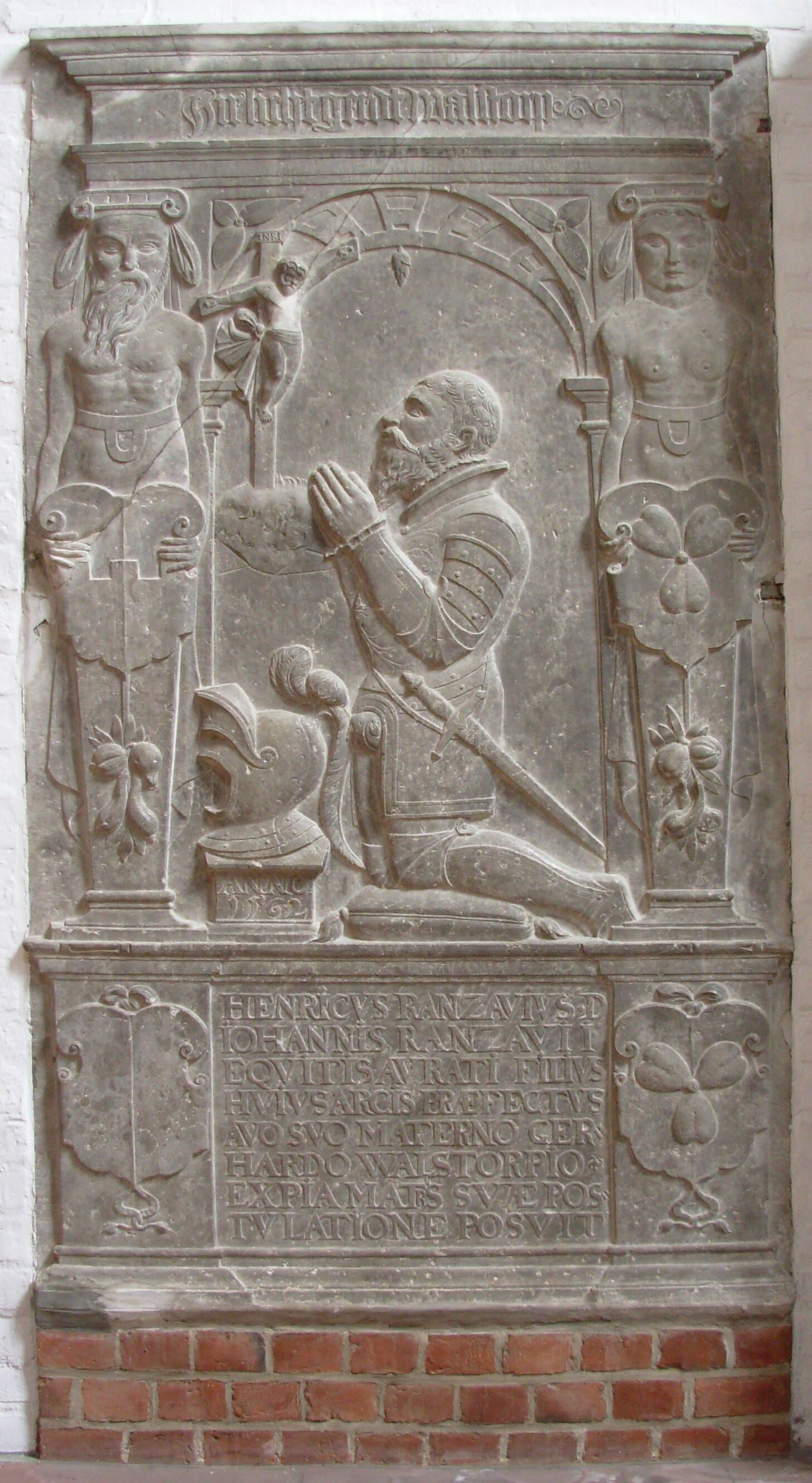
Heinrich Rantzau setzte 1562 dieses Epitaph seinem Großvater mütterlicherseits, Gerhard Walstorp (Marienkirche in Bad Segeberg).

König Christian III. ernannte den noch nicht 30-Jährigen 1554 zum königlichen Rat, ein Jahr später zum Amtmann von Segeberg. Als solcher bezog er die königliche Burg auf dem Kalkberg, begann aber bald mit der Errichtung eines eigenen Stadthauses. Dann bestellte Christian III. ihn am 1. März 1556 auch zu seinem Statthalter (produx) in den Herzogtümern Schleswig und Holstein, starb aber bald darauf.
Als der Kopenhagener Hof 1559 durch die Thronbesteigung von König Friedrich II. mit sich selbst beschäftigt war, sah Herzog Adolf von Schleswig-Holstein-Gottorf die Gelegenheit gekommen, um die Schmach von Hemmingstedt zu tilgen und sich das reiche Dithmarschen zu unterwerfen. Heinrich Rantzau bewies hier zum ersten Mal sein staatsmännisches Geschick. Er informierte zunächst seinen Vater Johann Rantzau und dann die weiteren Regenten Schleswig-Holsteins, nämlich den eben inthronisierten König Friedrich II. sowie Herzog Johann d. Ä. von Schleswig-Holstein-Hadersleben, so dass es zum gemeinsamen und diesmal erfolgreichen Angriff auf die Bauernrepublik kam, die unter den drei Siegern aufgeteilt wurde. Eine Beschreibung dieses Feldzugs, an dem er persönlich teilgenommen hat, veröffentlichte er 1570 unter dem Pseudonym Christianus Cilicius Cimber in lateinischer Sprache zu Basel.
Nach dieser Letzten Fehde erfreute sich Schleswig-Holstein der bis in den Dreißigjährigen Krieg hinein währenden pax danica. Heinrich Rantzau konnte seine umfassende Bildung für friedliche Zwecke, zur Hebung von Wirtschaft und Kultur im Land und als Unterhändler für Dänemark im Frieden von Stettin einsetzen, in dem 1570 der Dreikronenkrieg beendet wurde, der sich im Süden Schwedens abgespielt hatte. Die Politik Kopenhagens wurde über vier Jahrzehnte von den mehr als 1000 schriftlichen Relationen des Statthalters beeinflusst, der über sein ausgedehntes Korrespondentennetz immer ausgezeichnet informiert war. Friedrich II. erkannte Rantzaus Verdienste an, indem er ihm 1580 den Elefanten-Orden verlieh, den höchsten dänischen Orden, mit dem Rantzau auf vielen Porträts abgebildet ist.

### Letzte Lebensjahre
Die letzten Lebensjahre Rantzaus wurden überschattet durch den Tod von vieren seiner Kinder: Johann, 16, starb als Student in Heidelberg an der Pest; Friedrich, 30, in französischen Kriegsdiensten, wurde von Räubern überfallen, ausgeplündert und ermordet; Kai, 29, in diplomatischer Mission, erlag ebenfalls der Pest; den Tod seiner 24-jährigen Tochter Katharina will Rantzau im Traum vorausgeahnt haben (wie er in De somnibus schreibt). Am tiefsten aber griff 1588 der Tod seines Dienstherrn und Freundes König Friedrich II. von Dänemark in sein Leben ein. Während der Unmündigkeit des Nachfolgers Christian IV. (er war elf, als sein Vater starb) übernahm die Königinwitwe Sophie die Regentschaft und drängte darauf, dass das Land erneut unter ihre Söhne aufgeteilt werde. Das Land war durch die bisherigen Teilungen bereits zersplittert genug, weshalb Rantzau sich diesem Plan als erster Vertreter der einheimischen Ritterschaft entgegenstellen musste. 1598 kam es zum Konflikt und Heinrich Rantzau wurde durch den jungen König seiner Ämter entbunden und starb kurz darauf in der Neujahrsnacht 1599. Sein Sohn Gerhard Rantzau wurde sein Nachfolger als königlicher Statthalter.
1588 wurde von Rantzau auf der Suche nach vorzeitlichen Riesen der Langben Rises Høj ausgegraben.

## Ökonom

Blick über Plön hinweg nach Süden, östlich des Sees (links oben) der von Heinrich Rantzau 1590 käuflich erworbene Stammsitz seiner Familie, Gut Rantzau, mit der von ihm im italienischen Stil darauf errichteten Burg. Aus Braun und Hogenberg: Civitates orbis terrarum

Rantzau mehrte das ererbte und erheiratete Vermögen gezielt, indem er sich u. a. auf dem Kieler Umschlag als Kreditgeber betätigte. Seinem Dienstherrn Friedrich II. finanzierte er dessen Beteiligung im Dreikronenkrieg vor. Der Zinssatz belief sich auf durchschnittlich 6 Prozent im Jahr. 1596 zahlte Danzig einen Kredit von 50.000 Talern zurück, auch andere bedeutende Städte waren Rantzaus Schuldner. Eine seiner größten Transaktionen, ein Kredit an die Stadt Antwerpen in Höhe von rund 200.000 Talern, scheiterte infolge der kriegerischen Verwicklungen mit Spanien, die Stadt Antwerpen zahlte ihn nie zurück. Es belegt Rantzaus Finanzkraft, dass er diesen Verlust verschmerzte. Konsequenz daraus mag gewesen sein, dass er mehr und mehr Grundbesitz aufkaufte, was im Zuge der Umschichtung des Grundbesitzes durch die Reformation einfacher war denn je. Als Bewirtschafter zahlreicher Güter profitierte Rantzau außerdem von der Preisrevolution des 16. Jahrhunderts: Der Getreidepreis hatte sich binnen weniger Jahrzehnte fast verdreifacht. Die starke Teuerung wirkte sich zuungunsten kleinerer Bauern aus, die verkaufen mussten und wohl oder übel in die Leibeigenschaft gingen. Freilich musste Rantzau beim Erwerb eines neuen Gutes, z. B. von Holmekloster (dem heutigen Brahetrolleborg auf Fünen), selbst einen stark gestiegenen Preis akzeptieren. Als Dürre das Getreide in Italien und Spanien verknappte, waren Rantzaus Schiffe schneller dort als die der Hanse.

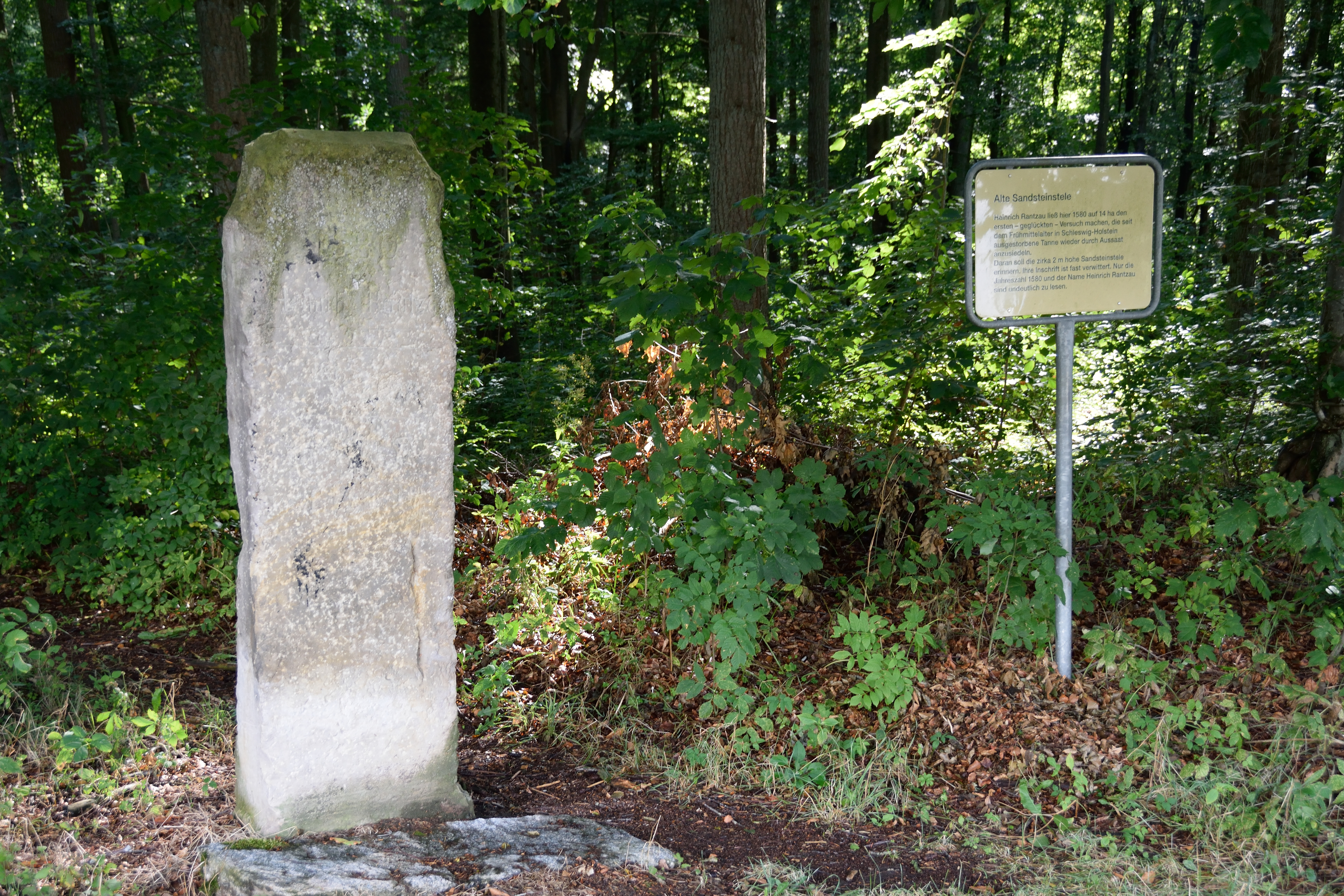
Gedenkstele aus Sandstein in der Nähe von Winseldorf zur Wiederansiedlung der Tanne in Schleswig-Holstein.

Dem Raubbau am Wald trat Rantzau mit einer Baumschule entgegen. Vom Kurfürsten von Brandenburg bezog er Sämereien für Nadelhölzer, um deren Wirtschaftlichkeit zu erproben. Rantzau war gegen Ende des 16. Jahrhunderts der erste, der in Schleswig-Holstein und damit außerhalb ihres natürlichen Verbreitungsgebietes Kiefern anpflanzte. Wichtige Einnahmequellen waren die Schweinemast und der Betrieb von Mühlen für Getreide, Papier, Kupfer, Öl und Pulver. Auch der Abbau des Segeberger Gipses war für Rantzau eine „Goldgrube“. Zu seinem Lebensende war er etwa 20facher Gutsherr und hatte sein Vermögen nahezu verdreifacht.
Sein wirtschaftliches Geschick spiegelt sich in seinem Interesse an statistischen Angaben. Aus seiner Cimbricae Chersonesi descriptio nova erfahren wir nicht nur, wie viele Meilen jeder beschriebene Ort von den nächstliegenden entfernt und auf welchem Grad Polhöhe er liegt, sondern auch, wie viele Schweine wo gemästet werden konnten: „In den Wäldern, die zum Schloss Gottorf gehören, (können) bei durchschnittlichem Ertrag an Eicheln und Bucheckern (im Jahr) etwa 30.000 Schweine fettgemacht werden.“

## Vermittler

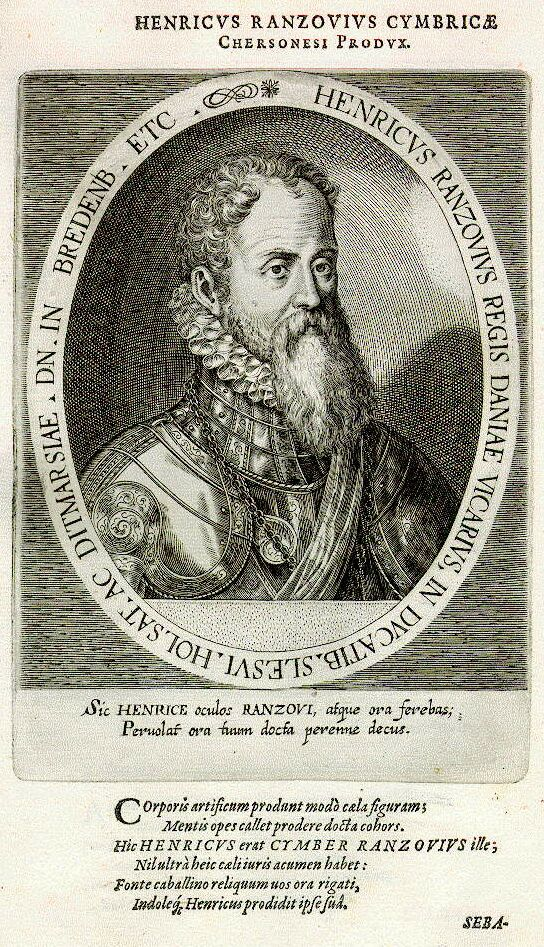
Heinrich Rantzau nach Goltzius, aus Dominicus Custos: Atrium heroicum Teil 3, Augsburg 1600

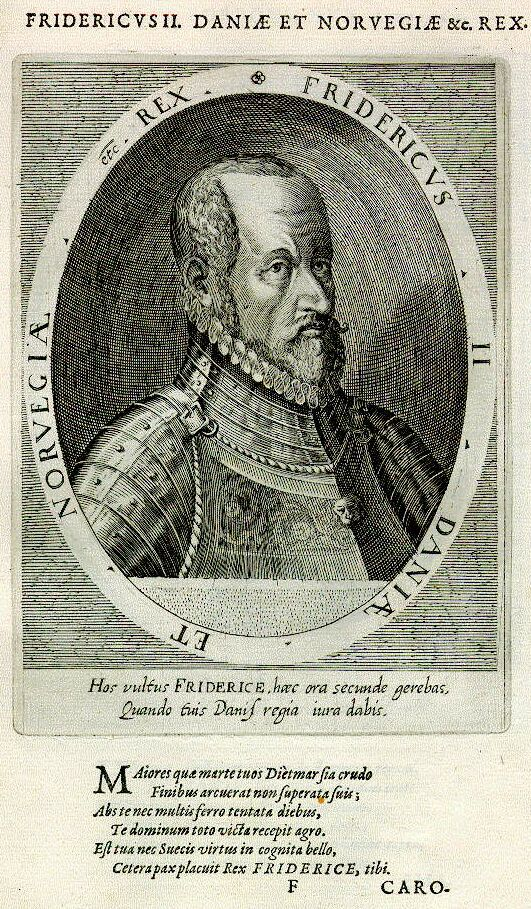
König Friedrich II. von Dänemark und Norwegen, aus Dominicus Custos: Atrium heroicum, Teil 4, Augsburg 1602

Als Statthalter eines protestantischen Königs war Heinrich Rantzau Protestant. Sein Bruder Paul aber stand als Offizier in den Diensten des fanatisch katholischen Herzogs von Alba, und auch Rantzau hat sich durch seine Konfession nicht davon abhalten lassen, sich mit einem Rosenkranz porträtieren zu lassen und mit katholischen Briefpartnern zu korrespondieren: mit dem Kölner Dechanten Georg Braun, den er mit Material für sein Monumentalwerk Civitates orbis terrarum belieferte und so für eine mehr als angemessene Repräsentanz seines Landes in diesem Werk sorgte; mit Erzherzog Ferdinand von Tirol, den er mit Harnischen für seine Ambraser Sammlung belieferte: je einem seines Vaters, seines berühmten Verwandten, des dänischen Feldhauptmanns Daniel Rantzau, und einem von ihm selbst; sogar mit Giulio Antonio Santorio, dem damaligen päpstlichen Großinquisitor, der selbst fast Papst geworden wäre. Das über die konfessionellen Gegensätze hinweg Verbindende war der Humanismus, dem Rantzau sich bei aller Frömmigkeit verbunden fühlte, weshalb er auch immer wieder um Vermittlung zwischen den vielfach machtpolitisch instrumentalisierten konfessionellen Gegensätzen bemüht war. Hierbei spielten seine materiellen Interessen wohl auch eine Rolle, z. B. der infolge des Kriegs mit Spanien verlorene Kredit an die Stadt Antwerpen. Im Stettiner Frieden hat Rantzau sich als Vermittler zwischen Dänemark, Schweden und dem Heiligen Römischen Reich hervorgetan. 1586/87 bemühte sich die dänische Regierung – wahrscheinlich auf Anregung Rantzaus – um eine Vermittlung zwischen Spanien und England, das die Niederländer in ihrem Freiheitskampf unterstützte. 1591 korrespondierte er mit dem humanistisch hochgebildeten Ulrich von Mecklenburg, dem Vater von Königin Sophie, die nach dem Tod Friedrichs II. die Regierungsgeschäfte für ihren unmündigen Sohn übernommen hatte, über den Plan eines Europäischen Friedens auf der Basis von Gewissens- und Glaubensfreiheit. Rantzau forderte,
„daß man uf keine Handlung gedenken dörffte, wo nicht Spanien, Frankreich, Engel- und Niederlandt gleichsam unter ein Dach begriffen, ein Generalfreidt gemacht und die Religion frey gestelt und die Gewißen ungezwungen sollen gelaßen werden.“
Er unterbreitete diesen Plan dem gefürsteten Grafen Karl von Arenberg, Diplomat, Militär und Ratgeber König Philipps II., und weihte schließlich auch den dänischen Hof ein. „Dieser Friedensplan war ein für seine Zeit ungewöhnlich moderner und kühner Vorstoß.“. In seiner – nicht von Erfolg gekrönten – Friedensvision nahm Rantzau vorweg, wofür die Zeit erst nach den furchtbaren Verwüstungen des Dreißigjährigen Krieges im Westfälischen Frieden reif war.

## Bauherr und Sammler

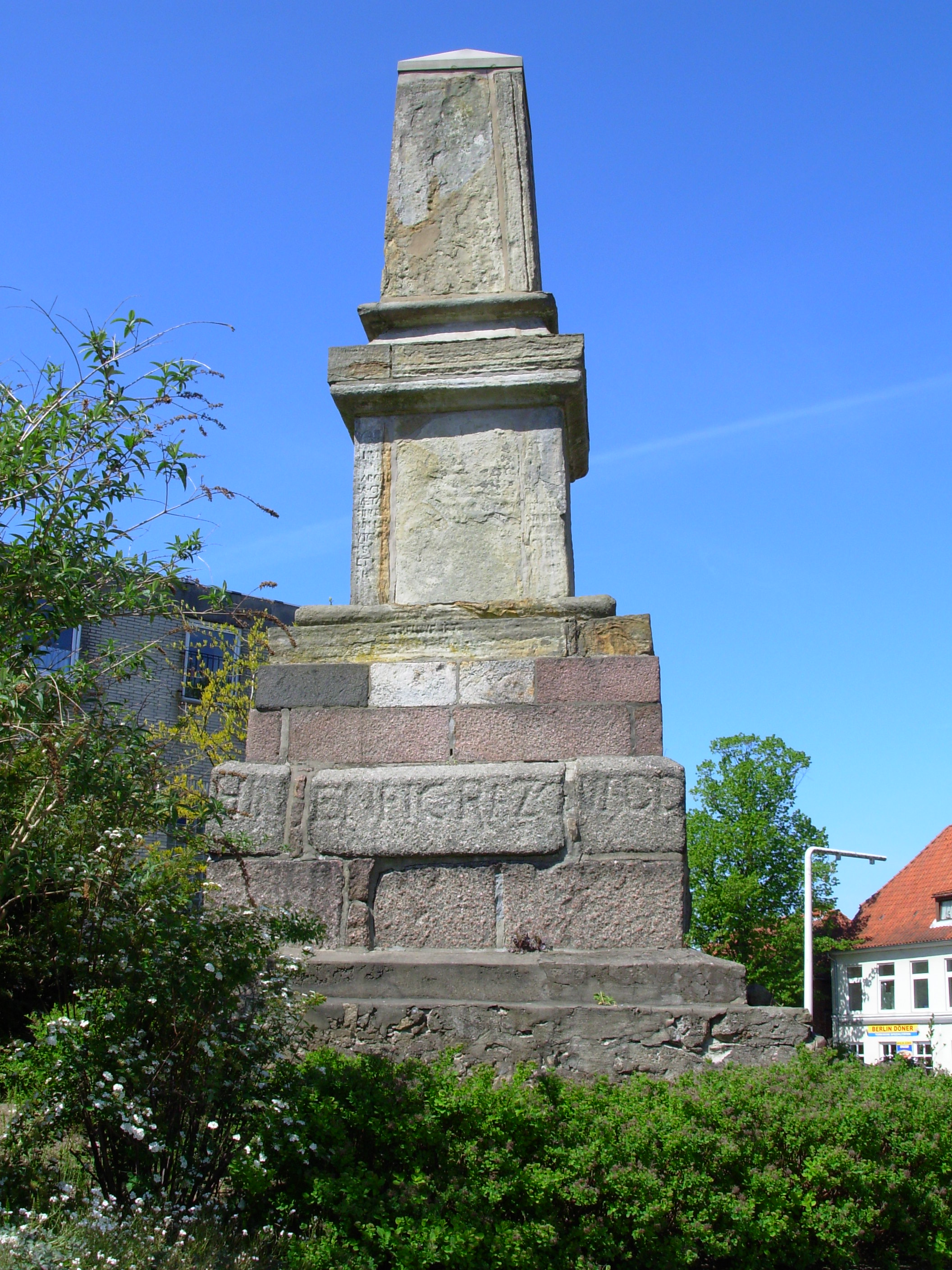
Stumpf des Rantzau-Obelisken in Segeberg

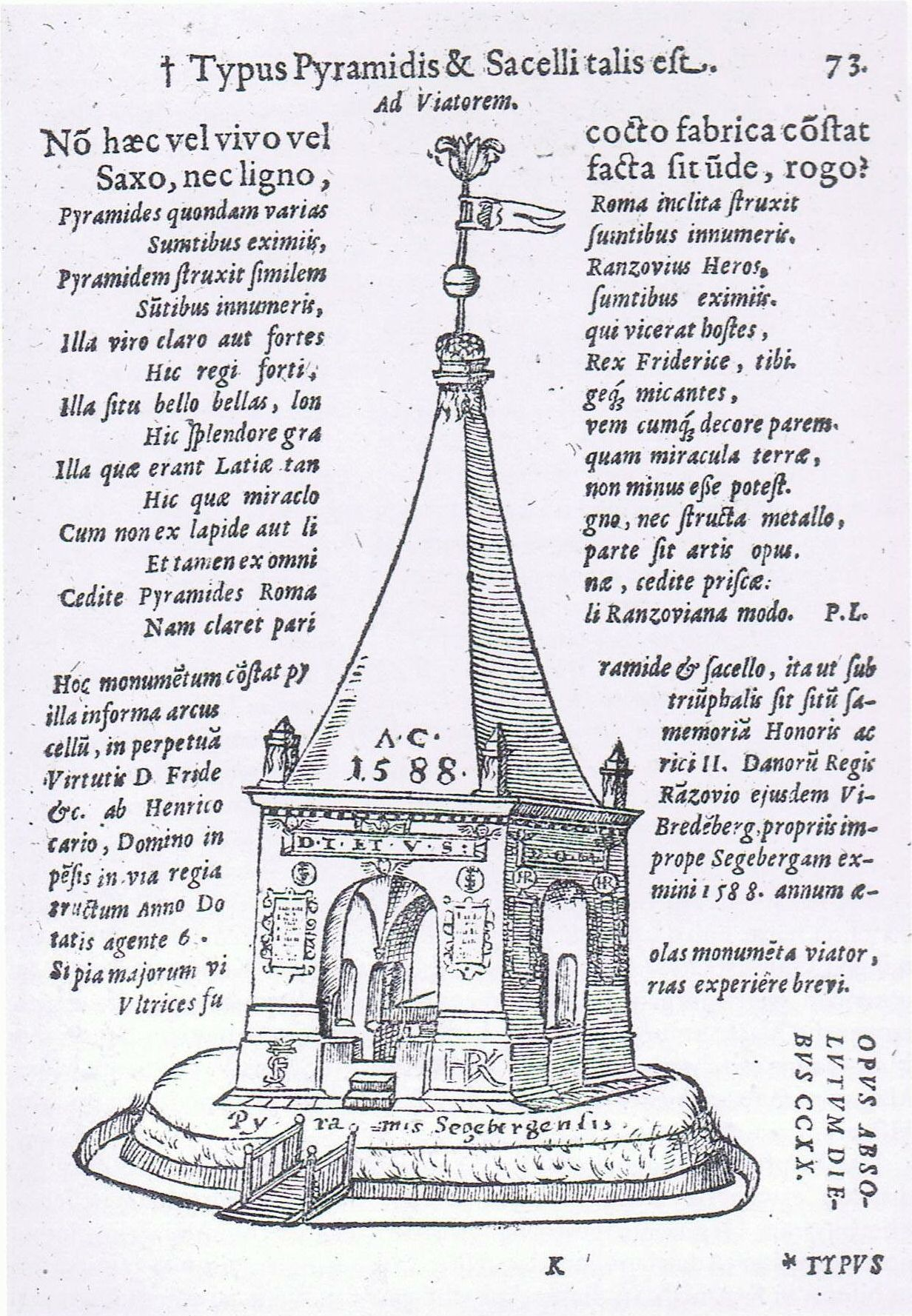
Die Segeberger Pyramide in den Commentarii rerum memorabilium in Europa gestarum von Peter Lindenberg.

Seit dem Dreikronenkrieg war Heinrich Rantzau fast ständig mit Bauvorhaben beschäftigt.
Schon frühzeitig hatte er begonnen, die von seinem Vater Johann Rantzau ererbte Breitenburg auszubauen. Er versah sie mit einem von Säulen gerahmten Portal, mit einem Podium für die öffentliche Rechtsprechung und einer Freitreppe, einem Treppenturm und einer astronomischen Uhr. Außerhalb des Schlossgrabens legte er einen Renaissance-Garten an. Entsprechend baute er das Gut Mehlbek aus. Völlig neu errichtete er die Wandesburg, das dreigieblige Gutshaus von Nütschau, heute ein Kloster, die streng axialsymmetrische Dreiflügelanlage des heute nicht mehr vorhandenen Gutes Redingsdorf bei Süsel und als Höhepunkt und letztes Bauwerk im „italienischen Stil“ Gut Rantzau. Für dieses bezog er Marmortische von Ferdinand von Medici, den er auch um zwei Marmorblöcke für die Altarfiguren der Kapelle bat, und Marmorvasen von Minuzio Minucci.
Weitere Bauvorhaben ergaben sich aus dem Wunsch des Statthalters, in den Städten Schleswig-Holsteins, die er oft aufsuchte, eine standesgemäße Bleibe vorzufinden. In Itzehoe übernahm er das Haus seines Vaters. In Segeberg baute er sich ein eigenes Palais, um nicht auf der zugigen Burg residieren zu müssen. In Kiel, das er für den Finanzmarkt des Kieler Umschlags besuchte, baute er sich zwei Häuser wahrscheinlich an der Kehdenstraße. Da in Flensburg oft der Landtag stattfand, errichtete sich Rantzau auch hier ein Haus in der Nähe des alten Rathauses, von Peter Lindeberg, einem engen Mitarbeiter Rantzaus, als „palatium venustum“ bezeichnet.
Unmittelbar der manieristischen Phantasiewelt eines Antoine Caron scheinen die Pyramiden und der Obelisk zu entstammen, mit denen Heinrich Rantzau das Andenken an König Friedrich II. und zugleich an sich selbst und seine Familie zu verewigen suchte. Die erste „Pyramide“ (so genannt nach dem quadratischen Sockel und dem spitz zulaufenden zeltförmigen Dach) errichtete er bereits 1578 in Nordoe, einem Stadtteil von Breitenburg: Auf drei Seiten wurde der Könige Friedrich I., Christian III. und Friedrich II. sowie der Familie Heinrich Rantzaus und seiner Eltern gedacht, auf der vierten Seite befand sich eine Sonnenuhr mit der Devise: „Salvo Rege Daniae foelices Ranzovii“ (Geht’s dem dänischen König gut, freuen sich die Rantzaus). Dieses noch zu Lebzeiten Friedrichs II. geschaffene Denkmal wurde übertroffen von der Segeberger Pyramide aus seinem Todesjahr und dem kurze Zeit darauf errichteten Rantzau-Obelisken. Der würfelförmige Sockel der Pyramide war in allen vier Himmelsrichtungen triumphbogenartig geöffnet, im Inneren stand ein Gedenkaltar, an den vier Eckpfeilern waren die „Res gestae Frederici II. Daniae Regis“ (Die Taten des dänischen Königs Friedrich II.) auf 16 Kupfertafeln abgebildet und mit lateinischen Epigrammen erläutert. Die Spitze der Pyramide erhob sich bis in etwa 15 Meter Höhe. Zugleich war verfügt, dass von hier aus regelmäßig Arme gespeist werden sollten. Zwei Jahre später fügte Heinrich Rantzau in einiger Entfernung von der Pyramide noch einen Obelisken hinzu, an dem ein Glockenspiel hing, dessen Glöckchen, vom Wind bewegt, an den geliebten verstorbenen König erinnern sollten. Dieser Obelisk soll den des Augustus in Rom an Höhe übertroffen haben.

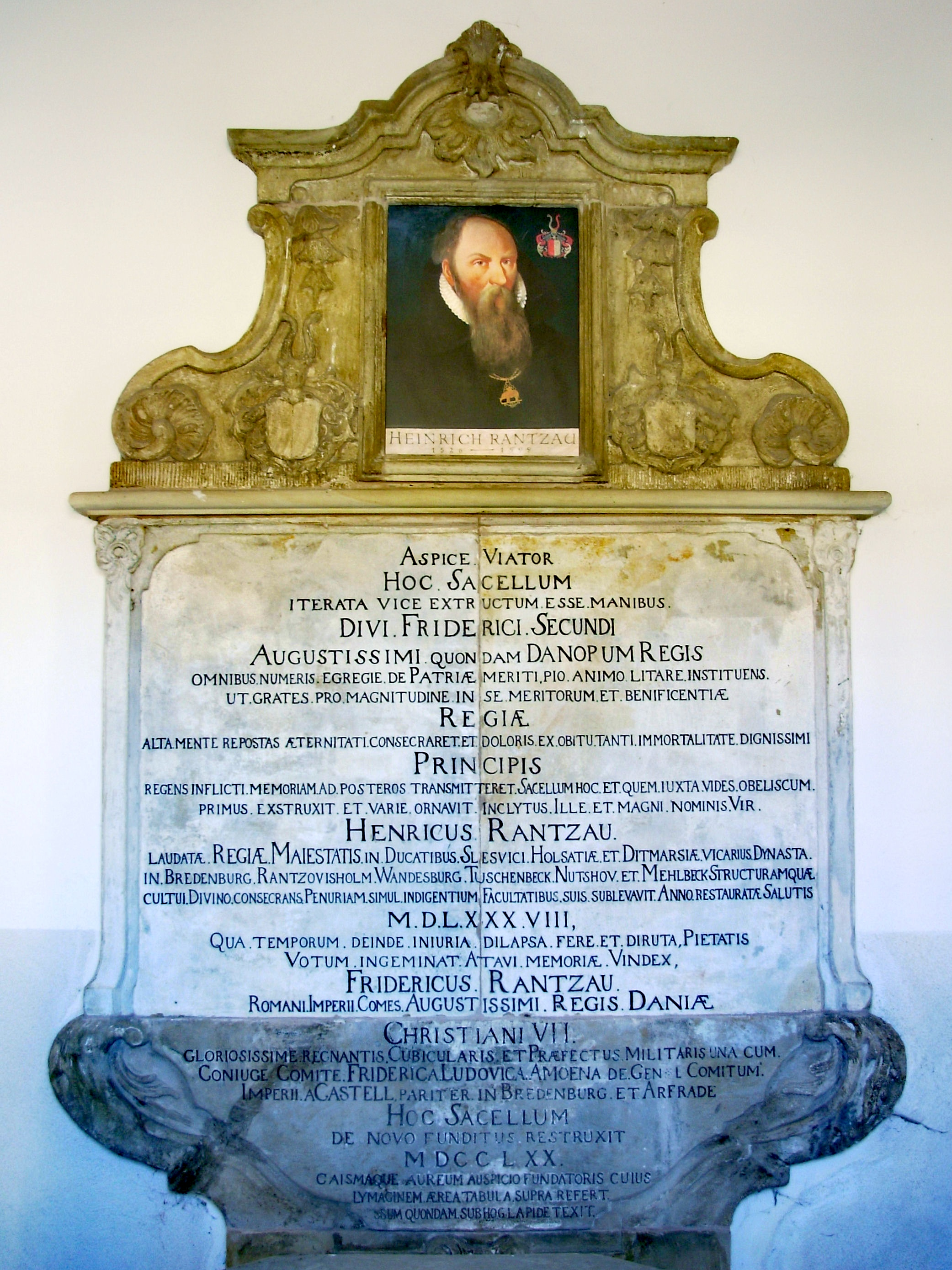
Erinnerungstafel von 1588 in der 1770 zur Rantzau-Kapelle überbauten Segeberger Pyramide. Das Porträt ist eine Kopie.

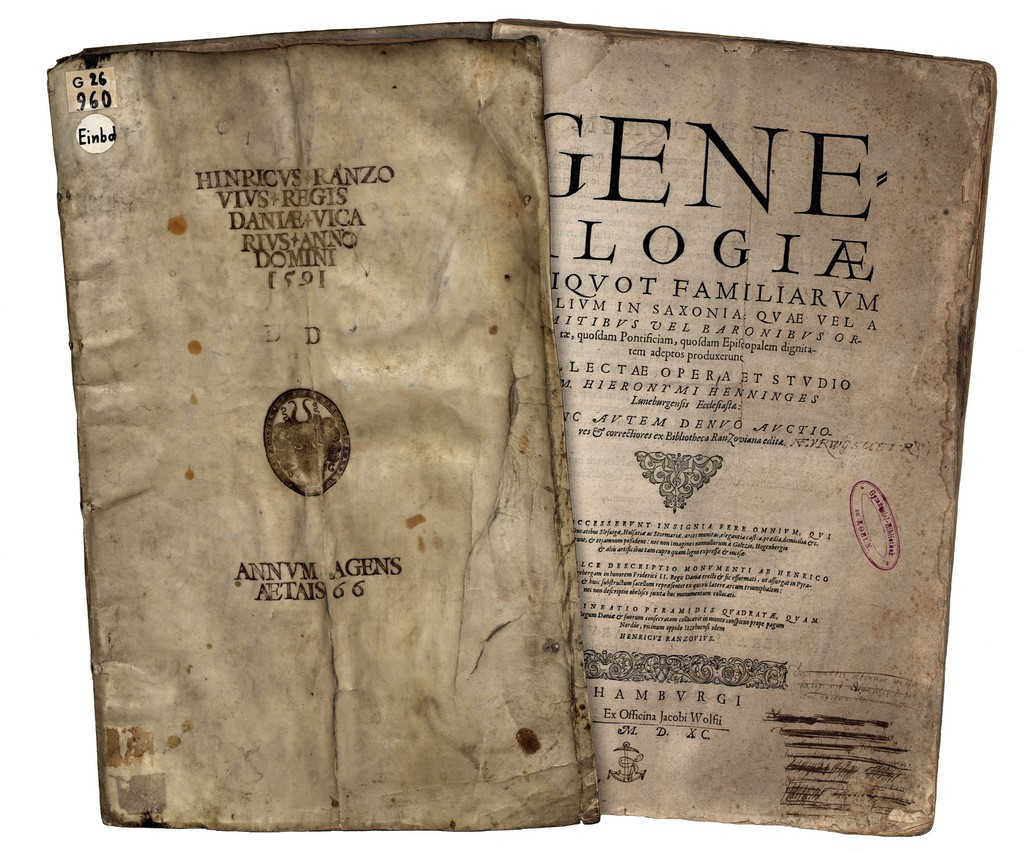
Supralibros Heinrich Rantzaus (1591) auf dem Einband von Hieronymus Henninges: Genealogiae aliquot famliarum nobilium Saxoniae, Hamburg 1590

Ein weiteres Denkmal setzte Heinrich Rantzau sich mit seiner berühmten, über 6.000 Bände umfassenden Bibliothek, die alle Bereiche der damaligen Wissenschaft abdeckte und aus der zu zitieren für den Autor Henricus Ranzovius ein Vergnügen war. Da Druckwerke meist ungebunden auf den Markt kamen, ließ Rantzau sie (oft mehrere miteinander) in Leder binden, in das sein Wappen und das seiner Frau gepresst waren. Seine Versuche freilich, der Vergänglichkeit zu entgehen, standen unter keinem guten Stern. Für die Segeberger Pyramide verwendete er den wasserlöslichen Anhydrit des Kalkbergs als Baumaterial, was zum schnellen Niedergang dieses wohl ungewöhnlichsten Baudenkmals Norddeutschlands führte. Es finden sich davon nur noch Überreste in der heute sogenannten Rantzau-Kapelle. 1627 wurde die Bibliothek von den Truppen Wallensteins, nachdem sie die von einer schottischen Besatzung tapfer verteidigte Breitenburg erobert hatten, geplündert und in alle Welt zerstreut. Von Rantzaus Stadthäusern steht heute keines mehr. Der wohl bedeutendste Burg- oder Schlossbau, das Gut Rantzau, wurde barock überbaut und ist in seiner ursprünglichen „italienischen“ Gestalt nur noch zu erahnen.
Durch Frans Hogenberg, bzw. Daniel Freese ließ Rantzau um 1587 einen Familienstammbaum entwerfen, der nicht nur die weitverzweigten Linien, sondern auch 50 der Rantzauischen Herrenhäuser und den Tempel von Nordoe darstellte. Diese sogenannte Rantzau-Tafel wird heute auf Gut Krengerup auf Fünen aufbewahrt.

## Autor und Korrespondent
Auf Grund seines Reichtums konnte Rantzau sich vielseitig als Auftraggeber, Helfer und Mäzen betätigen, wobei er dafür sorgte, dass dies auch immer seinen Interessen diente. Um mit dem Büchermachen den durch und durch soldatischen Vater nicht zu verstören, veröffentlichte Rantzau sein erstes Druckwerk, Vita et res gestae Johannis Rantzovii nach dessen Tod und ließ als Nächstes die Beschreibung der Eroberung Dithmarschens folgen (Belli Dithmarsici descriptio). Er förderte das umfangreiche Werk der Stadtansichten von Georg Braun und Frans Hogenberg Civitates orbis terrarum nachhaltig, sorgte aber auch dafür, dass die Städte Schleswig-Holsteins und Jütlands darin nicht zu kurz kamen und dass auch eine Dänemark-Karte seines Freundes Marcus Jordanus eingearbeitet wurde. Sein Briefwechsel mit dem Kölner Dechanten Georg Braun gibt hierüber Aufschluss. Dieser stattete ihm seinen Dank ab, indem er sich dafür verwendete, dass der berühmteste Kupferstecher der Zeit, Hendrick Goltzius, den vermögenden Förderer für 20 Reichstaler porträtierte. Mit dem königlich dänischen Hofastronomen Tycho Brahe verband Rantzau eine enge Freundschaft; als Brahe bei demselben König Christian IV. in Ungnade fiel, mit dem auch Rantzau uneins war, beherbergte Rantzau ihn über ein Jahr lang in seinem Haus in Wandsbek, der Wandesburg, nahe der Grenze von Hamburg. Auch die Karriere des späteren Gegners von Brahe, Nicolaus Reimers, der sich Raimarus Ursus nannte, beruhte auf der Förderung durch Rantzau.

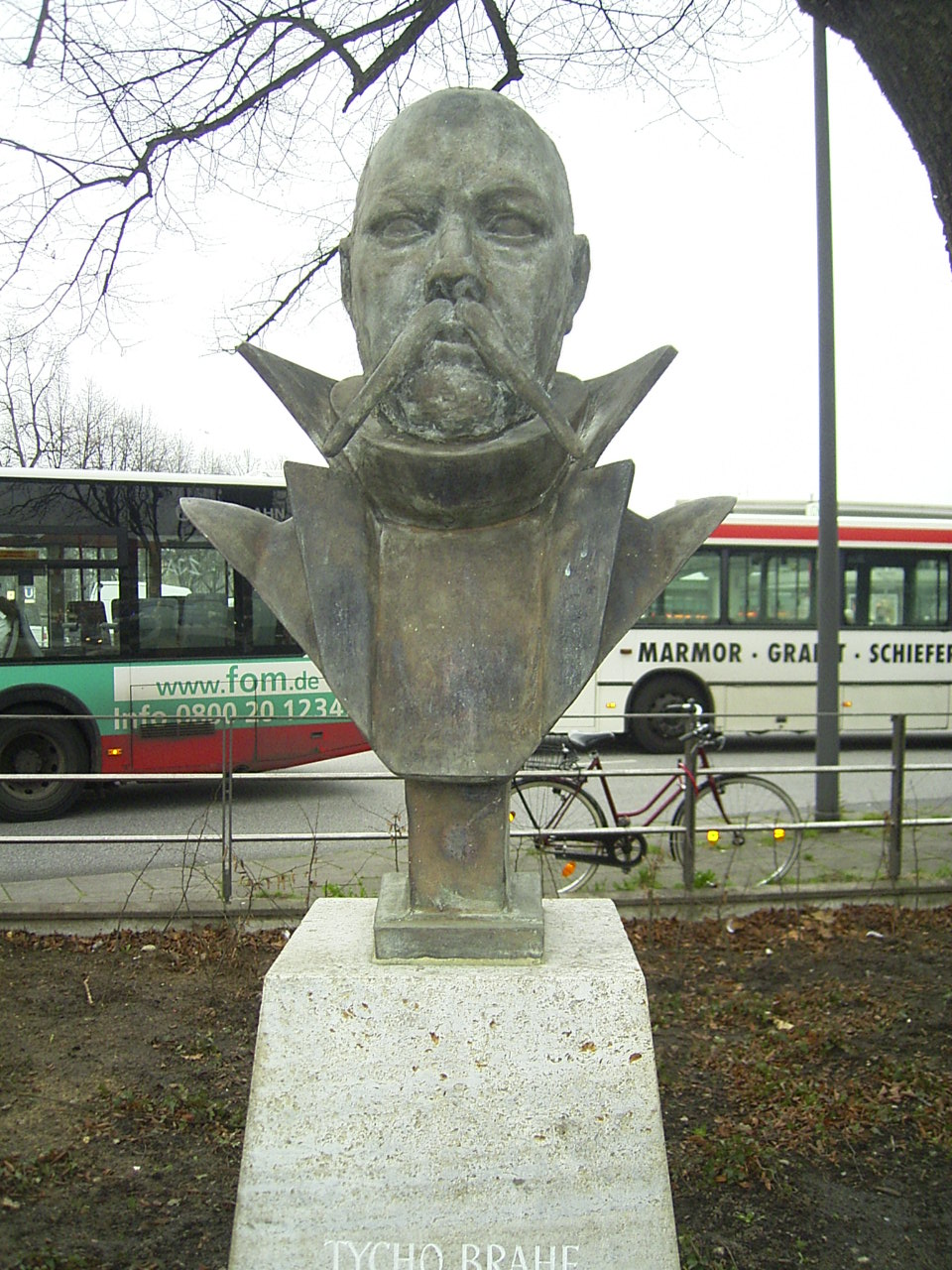
Brahe-Büste in Wandsbek

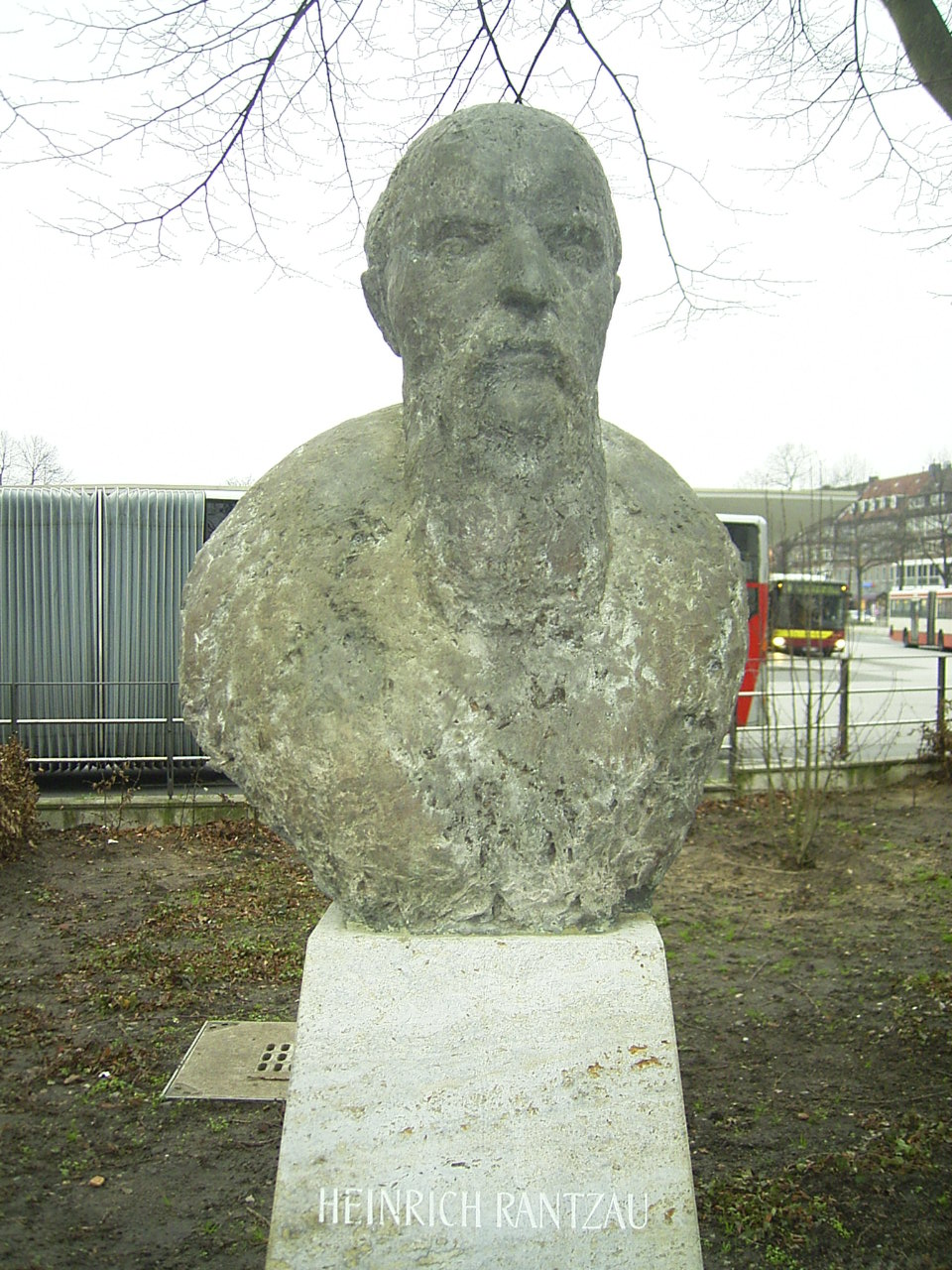
Rantzau-Büste in Wandsbek

Rantzau maß der Originalität eines humanistischen Textes sicherlich Bedeutung zu, doch wichtiger noch war es, auf den von der lateinischen Klassik vorgezeichneten Bahnen zu wandeln. Den Nachweis dessen erbrachte er durch geschmeidiges Latein und große Zitierfreudigkeit. Zugleich ließ er vielfach kompilieren, und Rantzau konnte sich dabei und bei vielen seiner Buch- und Bauprojekte der Unterstützung humanistisch gebildeter Zeitgenossen versichern, wie Braun in Köln einer war, Reiner Reineccius in Helmstedt, der einen Text der Weltchronik des Albert von Stade für ihn herausgab, und Georg Ludwig Frobenius. Bevor sich dieser als Hamburger Buchhändler einen Namen machte, war er viereinhalb fruchtbare Jahre lang Erzieher von Rantzaus Enkeln und praktisch sein Sekretär. In dieser Zeit entstand Rantzaus Sammlung von Trostbriefen, die dieser zum Tod seiner Kinder erhalten hatte, die Epistolae consolatoriae, Frobenius betreute Peter Lindebergs Hypotoposis, ein illustriertes Verzeichnis der von Rantzau errichteten Bauwerke, Rantzaus Calendarium ranzovianum mit Tabellen zur Berechnung des Kalenders (in Dänemark wurde die Kalenderreform von Papst Gregor XIII., dessen Zeitgenosse Rantzau war, erst im Jahr 1700 übernommen), er half den Tractatus astrologicus Rantzaus zusammenzustellen und unterstützte Rantzau bei der Erstellung des politischen Leitfadens für König Christian IV., des Tractatus bellicus, sowie bei seinem Büchlein De origine Cimbrorum. An allen diesen Werken dürfte Frobenius ein nicht unerhebliches Maß an Mitautorschaft zukommen. Dass Rantzaus Manuskript Cimbricae Chersonesi descriptio nova (Neue Beschreibung der kimbrischen Halbinsel) bis ins 18. Jahrhundert ungedruckt blieb, dürfte außer am Desinteresse seiner Familie auch daran liegen, dass ihm an seinem Lebensende ein Mitarbeiter von Frobenius’ Geschick fehlte.
Heinrich Rantzau hatte sich ein Netz von Brieffreundschaften aufgebaut, das ihm dazu diente, seine Buch- und Bauprojekte voranzutreiben, die seiner Briefpartner zu unterstützen und sich politisch zu orientieren. So korrespondierte er mit den Brüdern Chyträus, dem Historiker David und dem Dichter Nathan, in Rostock, sowie mit den Lyrikern Johannes Caselius und Paul Melissus. Michael Beuther an der Universität Straßburg unterstützte er bei der Herausgabe der Elogia virorum bellica virtute illustrium, so dass dieser nicht umhinkam, im Anhang auch Johann, Daniel und Heinrich Rantzau zu rühmen. Heinrich Rantzau korrespondierte mit dem großen niederländischen Erneuerer der stoischen Philosophie Justus Lipsius, der ihm sein Buch De constantia widmete. Dessen Übertritt zum Katholizismus beendete allerdings den Briefwechsel, obwohl Rantzau sich sonst wenig an Konfessionsgrenzen störte. Zu Rantzaus dänischen Korrespondenten zählten der Theologe Niels Hemmingsen, der Reichskanzler Niels Kaas und sein Nachfolger, der Historiker Arild Huitfeldt. Scipione Ammirato, der Florentiner Hofhistoriograph, war sein Briefpartner ebenso wie Heinrich Sudermann, Syndikus der Hanse, und Alessandro Farnese, Statthalter der spanischen Niederlande. Der Hamburger Dichter Henning Conradinus war Mitverfasser von zahlreichen Publikationen Rantzaus.

## Charakter

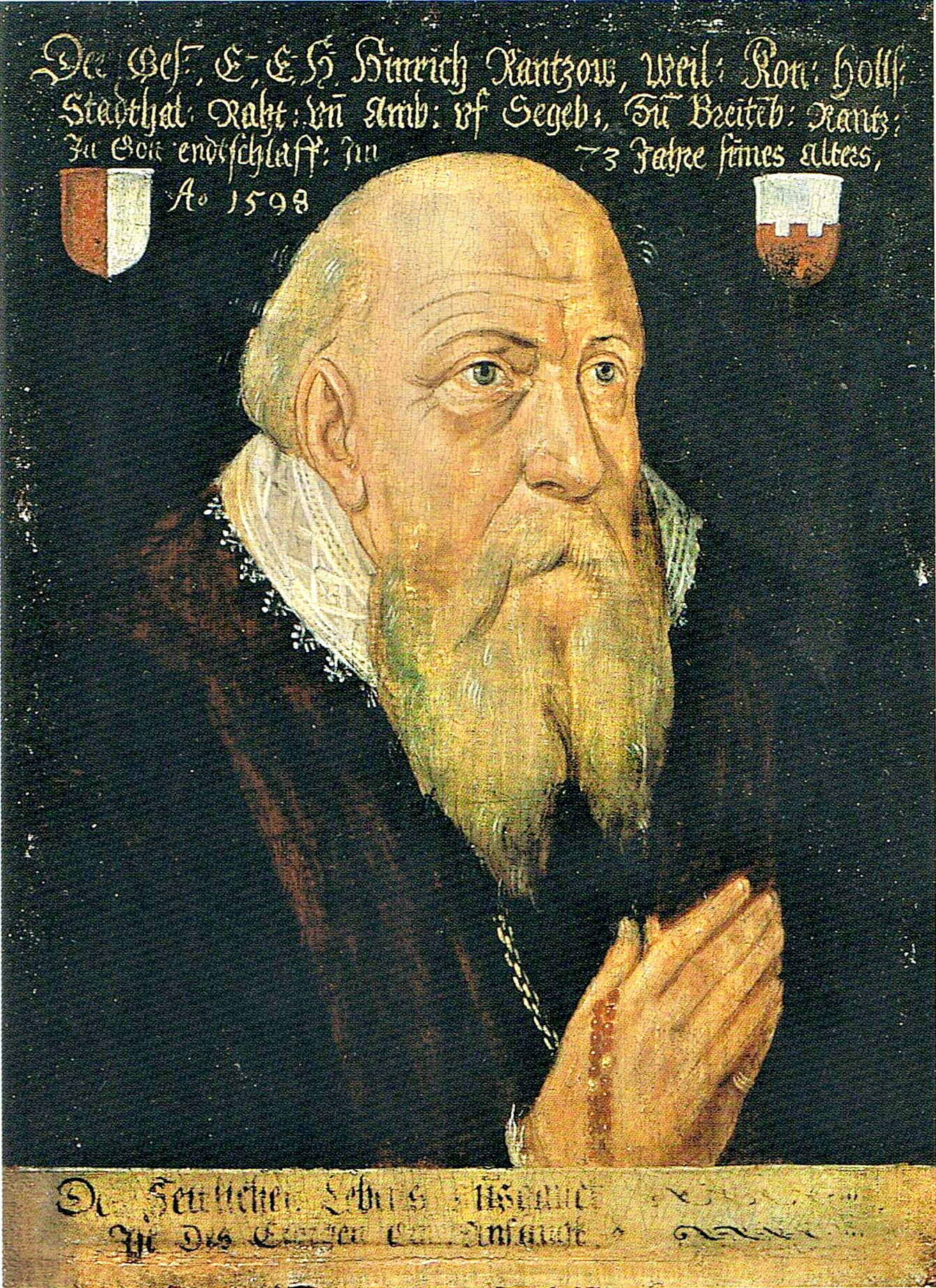
Altersbild Heinrich Rantzaus (mit Rosenkranz). Oben ist die Todesmeldung eingetragen, unten der Wahlspruch: „Des Zeitlichen Lebens Ausgangk/Ist Des Ewigen Ein Anfangk.“

Gottfried Handelmann schrieb in der Allgemeinen Deutschen Biographie, Rantzaus Nachruhm werde nur durch seine „übergroße Eitelkeit“ beeinträchtigt. Bei Hans Braunschweig klingt das nach, wenn er sagt, der „kimbrische Statthalter Heinrich Rantzau“ bringe sich in seiner Landesbeschreibung „zu häufig“ ins Spiel. Rantzau kann in dieser Hinsicht geradezu als typischer Vertreter der Renaissance-Humanisten gelten, denn ihnen wirft die Forschung generell hemmungslose Eitelkeit vor. Dieter Lohmeier führt gerade dies auf den „modernen Menschen“ Heinrich Rantzau zurück: „Noch in der Generation seiner Großeltern, der letzten, die unangefochten im christlichen Glauben des Mittelalters aufgewachsen war, hatte man durch fromme Stiftungen für die Ewigkeit gesorgt und dabei an das eigene Seelenheil nach dem Tode gedacht; Heinrich Rantzau hingegen ging es um irdischen Nachruhm.“ Der Gefahr unerinnerten Verschwindens hat sich Rantzau, wo immer möglich, entgegengestemmt, hat seinen Namen und den seiner Frau in Findlinge meißeln und auf Bucheinbände prägen lassen und sich als Individuum in den Mittelpunkt gestellt, wie es – wenn auch auf sprachlich und gedanklich weitaus höherem Niveau – ein anderer Feudalherr, Burgbewohner, Bibliotheksliebhaber und Zeitgenosse Rantzaus getan hat: Michel de Montaigne. Anders als dieser hat Rantzau sich bis kurz vor seinem Tod dem Fürstendienst nicht entzogen, sondern versucht, Politik und Literatentum miteinander zu verknüpfen – am auffälligsten in seinem Commentarius bellicus, der als Leitfaden für den blutjungen und unerfahrenen König Christian IV. gedacht war.
Freilich war es ihm auch gelungen, auf eine Weise zu dienen, dass das Herbert Wehner zugeschriebene Wort von ihm stammen könnte: „Wem ich dien, der hat seinen Herrn gefunden.“ So hat er seinen Dienstherrn Friedrich II., indem er ihm den Dreikronenkrieg finanzierte, weitgehend von sich abhängig gemacht. Sein mit Protestantismus verbundenes Gewinnstreben kann im Zusammenhang mit Max Webers These von der Entstehung des Kapitalismus aus der protestantischen Ethik gesehen werden. In manchen Passagen seiner Prosa scheint der deftige Humor des Niederdeutschen auf, z. B. wenn er in seiner Neuen Landesbeschreibung den Namen eines speziellen Eckernförder Biers erklärt: „Man nennt es, dem Kardinal Raimund folgend, Cacabille, weil es, nach seinen Worten – mit Verlaub – das Kacken angenehm macht.“ Den von Otto Brandt geprägten Begriff des „rantzauschen Zeitalters“ darf man nicht so lesen, dass Heinrich Rantzau ein typischer Repräsentant seines Standes gewesen sei. Das Gegenteil ist der Fall: Er war, sieht man von Ulrich von Mecklenburg einmal ab, ein „schwarzer Schwan“ (oder weißer Rabe), von Standesgenossen ob seiner Buchgelehrsamkeit belächelt. In einem Nachruf heißt es: „Betrunkenheit konnte er durchaus nicht leiden und verzieh sie sich selbst bemerkenswerterweise weniger leicht als anderen. Darin hatte er ein sehr viel richtigeres Empfinden als die meisten Adligen, die meinen, der Untergang ihres Adels stehe kurz bevor, wenn sie sich nicht täglich mit Speisen und Wein vollstopfen und dann dem Bacchus opfern.“ Über seine Porträts im Harnisch setzte Rantzau die folgende Devise in Form eines Distichons:
Fortior est qui se quam qui fortissima vincit
Moenia. Nec virtus altior ire potest. (vgl. Sprüche Salomonis 16, 32)
Stärker ist, wer sich selbst, als wer die gewaltigsten Mauern
Tapfer besiegt. Es stieg Tugend nie höher empor.

## Erinnerung
Zum Gedenken an Heinrich Rantzau vergibt die Stadt Bad Segeberg seit 1974 die Heinrich-Rantzau-Medaille zur Würdigung von besonderen Verdiensten um die Stadt Bad Segeberg.  Zu den damit Geehrten zählen der ehemalige Landrat Anton Graf Schwerin von Krosigk (1984) und der Maler Uwe Bangert (1988).

## Zeitgenössische Urteile
- Eher weicht die Sonne von ihrer Bahn als Rantzau vom Pfade des Rechts. Wird Kaiser Karl V. von Siemonsen[28] zugeschrieben.
- Uomo dottissimo et versatissimo nei mestieri della pace et della guerra. (Ein in den Handwerken des Friedens und des Krieges überaus gelehrter und erfahrener Mann). Minuzio Minucci, päpstlicher Nuntius in einem Nuntiaturbericht um 1580[29]
- Die Calendar of State Papers, Foreign Series (Zeit von Elisabeth I.) bezeichnen Heinrich Rantzau 1586 als The king of Denmark’s chief subject und als a principal man about the king.[30]

## Werke
Für eine komplette Übersicht siehe das Verzeichnis der im deutschen Sprachbereich erschienenen Drucke des 16. Jahrhunderts (VD 16).
- Christianus Cilicius Cimber (= Heinrich Rantzau): Belli Dithmarsici descriptio. Basel: Regius 1570. Straßburg: Jobin 1574. Wieder abgedruckt in Albert Krantz: Regnorum Aquilonarium Chronica. Frankfurt: Wechel 1575 and 1583. Neu herausgegeben, eingeleitet und übersetzt von Fritz Felgentreu, Schleswig: Landesarchiv Schleswig-Holstein 2005 ISBN 3-931292-78-9.
- ed. Theophilus Sylvius: Catalogus imperatorum. Antwerpen: Plantin 1580. Leipzig: Steinmann 1581. Leipzig: Deffner 1584. Dritte Ausgabe unter dem Titel Exempla quibus astrologiae certitudo comprobatur. Köln: Cholinus 1585.
- De somniis. Rostock: Myliander 1591, zuvor veröffentlicht in Rantzaus Epitaphia in obitum patris, Leipzig 1584, und in Michael Boiemus’ Historia de somniis eorumque eventibus, Wittenberg 1587.
- De conservanda valetudine. Leipzig: Steinmann 1576. Oft wiederaufgelegt und übersetzt. Erste deutsche Ausgabe VD 16 R 229, Weiss 3103, Leipzig Steinmann für Wittich, 1585.
- Commentarius Bellicus. Frankfurt a. M.: Palthenius 1595.
- Epitaphia in obitum patris. Leipzig: (Deffner) 1584.
- De origine Cimbrorum. 1594., Vorher abgedruckt in: Peter Lindeberg: Hedysmata. Hamburg: Steinbach 1592.
- Ranzovianum Calendarium. Hamburg: Wolff 1590. Vermehrte Zweitauflage: Diarium sive Calendarium Romanum (secunda editio). Wittenberg: Axinus 1593, auch unter dem Titel: Opusculum astronomicum. Wittenberg: Axinus 1593. Hamburg: Jandechius 1594. Hamburg: Lucius 1596. Leipzig 1596.
- Tractatus astrologicus. Frankfurt a. M.: Wechel 1593. Wittenberg: Meissner 1594.
- Cimbricae Chersonesi descriptio nova. Abgedruckt in E. J. v. Westphalen: Monumenta inedita rerum Germanicarum … I, Leipzig 1739. Neuausgabe mit deutscher Übersetzung von Hans Braunschweig in Heinrich Rantzau (1526–1598), Königlicher Statthalter in Schleswig und Holstein. Ein Humanist beschreibt sein Land. Ausstellungskatalog Schleswig: Landesarchiv Schleswig-Holstein 1999 (= Veröffentlichungen des Schleswig-Holsteinischen Landesarchivs. 64) 1999, ISBN 3-931292-57-6.

## Abstammung
|  |                                           |  |  |  |  |  |  |  |  |  |  |  |  |  |  |  |
|  | Cai Rantzau (ca. 1383 – ca. 1411)         |  |  |  |  |  |  |  |  |  |  |  |  |  |  |  |
|  |                                           |  |  |  |  |  |  |  |  |  |  |  |  |  |  |  |
|  |                                           |  |  |  |  |  |  |  |  |  |  |  |  |  |  |  |
|  | Breide Rantzau (– ca. 1460)               |  |  |  |  |  |  |  |  |  |  |  |  |  |  |  |
|  |                                           |  |  |  |  |  |  |  |  |  |  |  |  |  |  |  |
|  |                                           |  |  |  |  |  |  |  |  |  |  |  |  |  |  |  |
|  | Henrik Rantzau (ca. 1440–1497)            |  |  |  |  |  |  |  |  |  |  |  |  |  |  |  |
|  |                                           |  |  |  |  |  |  |  |  |  |  |  |  |  |  |  |
|  |                                           |  |  |  |  |  |  |  |  |  |  |  |  |  |  |  |
|  | Emeke Rathlou (– ca. 1430)                |  |  |  |  |  |  |  |  |  |  |  |  |  |  |  |
|  |                                           |  |  |  |  |  |  |  |  |  |  |  |  |  |  |  |
|  |                                           |  |  |  |  |  |  |  |  |  |  |  |  |  |  |  |
|  | Drude von Rathlou (–1451)                 |  |  |  |  |  |  |  |  |  |  |  |  |  |  |  |
|  |                                           |  |  |  |  |  |  |  |  |  |  |  |  |  |  |  |
|  |                                           |  |  |  |  |  |  |  |  |  |  |  |  |  |  |  |
|  | Johann Rantzau (1492–1565)                |  |  |  |  |  |  |  |  |  |  |  |  |  |  |  |
|  |                                           |  |  |  |  |  |  |  |  |  |  |  |  |  |  |  |
|  |                                           |  |  |  |  |  |  |  |  |  |  |  |  |  |  |  |
|  | Detlev Buchwald (ca. 1375 – ca. 1460)     |  |  |  |  |  |  |  |  |  |  |  |  |  |  |  |
|  |                                           |  |  |  |  |  |  |  |  |  |  |  |  |  |  |  |
|  |                                           |  |  |  |  |  |  |  |  |  |  |  |  |  |  |  |
|  | Ditlev von Buchwald (1429–1487)           |  |  |  |  |  |  |  |  |  |  |  |  |  |  |  |
|  |                                           |  |  |  |  |  |  |  |  |  |  |  |  |  |  |  |
|  |                                           |  |  |  |  |  |  |  |  |  |  |  |  |  |  |  |
|  | Øllegaard Buchwald (1458–1538)            |  |  |  |  |  |  |  |  |  |  |  |  |  |  |  |
|  |                                           |  |  |  |  |  |  |  |  |  |  |  |  |  |  |  |
|  |                                           |  |  |  |  |  |  |  |  |  |  |  |  |  |  |  |
|  | Hartvig Hummersbüttel (– ca. 1457)        |  |  |  |  |  |  |  |  |  |  |  |  |  |  |  |
|  |                                           |  |  |  |  |  |  |  |  |  |  |  |  |  |  |  |
|  |                                           |  |  |  |  |  |  |  |  |  |  |  |  |  |  |  |
|  | Magdalene Hummersbüttel (–1501)           |  |  |  |  |  |  |  |  |  |  |  |  |  |  |  |
|  |                                           |  |  |  |  |  |  |  |  |  |  |  |  |  |  |  |
|  |                                           |  |  |  |  |  |  |  |  |  |  |  |  |  |  |  |
|  | Heinrich Rantzau (1526–1598)              |  |  |  |  |  |  |  |  |  |  |  |  |  |  |  |
|  |                                           |  |  |  |  |  |  |  |  |  |  |  |  |  |  |  |
|  |                                           |  |  |  |  |  |  |  |  |  |  |  |  |  |  |  |
|  | Ditlev Walstorp                           |  |  |  |  |  |  |  |  |  |  |  |  |  |  |  |
|  |                                           |  |  |  |  |  |  |  |  |  |  |  |  |  |  |  |
|  |                                           |  |  |  |  |  |  |  |  |  |  |  |  |  |  |  |
|  | Henneke Walstorp (ca. 1449 – ca. 1490)    |  |  |  |  |  |  |  |  |  |  |  |  |  |  |  |
|  |                                           |  |  |  |  |  |  |  |  |  |  |  |  |  |  |  |
|  |                                           |  |  |  |  |  |  |  |  |  |  |  |  |  |  |  |
|  | Gert Walstorp (–1500)                     |  |  |  |  |  |  |  |  |  |  |  |  |  |  |  |
|  |                                           |  |  |  |  |  |  |  |  |  |  |  |  |  |  |  |
|  |                                           |  |  |  |  |  |  |  |  |  |  |  |  |  |  |  |
|  | Claus von Ahlefeldt (ca. 1409 – ca. 1490) |  |  |  |  |  |  |  |  |  |  |  |  |  |  |  |
|  |                                           |  |  |  |  |  |  |  |  |  |  |  |  |  |  |  |
|  |                                           |  |  |  |  |  |  |  |  |  |  |  |  |  |  |  |
|  | Abel Ahlefeldt (ca. 1462 – ca. 1516)      |  |  |  |  |  |  |  |  |  |  |  |  |  |  |  |
|  |                                           |  |  |  |  |  |  |  |  |  |  |  |  |  |  |  |
|  |                                           |  |  |  |  |  |  |  |  |  |  |  |  |  |  |  |
|  | Ida Breide (ca. 1409 –)                   |  |  |  |  |  |  |  |  |  |  |  |  |  |  |  |
|  |                                           |  |  |  |  |  |  |  |  |  |  |  |  |  |  |  |
|  |                                           |  |  |  |  |  |  |  |  |  |  |  |  |  |  |  |
|  | Anna Walstorp (ca. 1505/10 – 1582/83)     |  |  |  |  |  |  |  |  |  |  |  |  |  |  |  |
|  |                                           |  |  |  |  |  |  |  |  |  |  |  |  |  |  |  |
|  |                                           |  |  |  |  |  |  |  |  |  |  |  |  |  |  |  |
|  | Breide Rantzau (– ca. 1460)               |  |  |  |  |  |  |  |  |  |  |  |  |  |  |  |
|  |                                           |  |  |  |  |  |  |  |  |  |  |  |  |  |  |  |
|  |                                           |  |  |  |  |  |  |  |  |  |  |  |  |  |  |  |
|  | Henrik Rantzau (ca. 1440–1497)            |  |  |  |  |  |  |  |  |  |  |  |  |  |  |  |
|  |                                           |  |  |  |  |  |  |  |  |  |  |  |  |  |  |  |
|  |                                           |  |  |  |  |  |  |  |  |  |  |  |  |  |  |  |
|  | Drude von Rathlou (–1451)                 |  |  |  |  |  |  |  |  |  |  |  |  |  |  |  |
|  |                                           |  |  |  |  |  |  |  |  |  |  |  |  |  |  |  |
|  |                                           |  |  |  |  |  |  |  |  |  |  |  |  |  |  |  |
|  | Catharine Rantzau (ca. 1483–1564)         |  |  |  |  |  |  |  |  |  |  |  |  |  |  |  |
|  |                                           |  |  |  |  |  |  |  |  |  |  |  |  |  |  |  |
|  |                                           |  |  |  |  |  |  |  |  |  |  |  |  |  |  |  |
|  | Ditlev von Buchwald (1429–1487)           |  |  |  |  |  |  |  |  |  |  |  |  |  |  |  |
|  |                                           |  |  |  |  |  |  |  |  |  |  |  |  |  |  |  |
|  |                                           |  |  |  |  |  |  |  |  |  |  |  |  |  |  |  |
|  | Øllegaard Buchwald (1458–1538)            |  |  |  |  |  |  |  |  |  |  |  |  |  |  |  |
|  |                                           |  |  |  |  |  |  |  |  |  |  |  |  |  |  |  |
|  |                                           |  |  |  |  |  |  |  |  |  |  |  |  |  |  |  |
|  | Magdalene Hummersbüttel (–1501)           |  |  |  |  |  |  |  |  |  |  |  |  |  |  |  |
|  |                                           |  |  |  |  |  |  |  |  |  |  |  |  |  |  |  |
|  |                                           |  |  |  |  |  |  |  |  |  |  |  |  |  |  |  |